# 福井健太
福井 健太（ふくい けんた、1972年8月18日 - ）は、日本の書評家、ミステリ評論家。

## 来歴
京都府生まれ。早稲田大学第一文学部卒業。在学中はワセダミステリクラブに所属。日本推理作家協会会員。小説の書評や文庫解説、コミック・ゲーム関連の原稿を手がける。『ミステリマガジン』『S-Fマガジン』『ミステリーズ!』などに執筆。2013年、著書の『本格ミステリ鑑賞術』が第13回本格ミステリ大賞評論・研究部門を受賞。
近年は『シティーハンター映画版』の公式ノベライズの執筆も手掛けている。

## おもな著書
- 『月花霧幻譚～torico～外伝』（ソフトバンククリエイティブ、1996年）
- 『本格ミステリ鑑賞術』（東京創元社、2012年）
- 『本格ミステリ漫画ゼミ』（東京創元社、2018年）

編著
- 『オフィシャルブック「ふたつのスピカ」: アニメ設定資料集』（メディアファクトリー、2004年）
- 『ＳＦマンガ傑作選』（東京創元社、2021年）

共著
- 『ニューウエイヴ・ミステリ読本』（山口雅也 監修、千街晶之 福井健太 編、原書房、1997年）
- 『日本ミステリー事典』（権田萬治 新保博久 監修、新潮社、2000年）
- 『バカミスの世界 史上空前のミステリガイド』（小山正とバカミステリーズ 編、ビーエスピー、2001年）
- 『越境する本格ミステリ 映画・TV・漫画・ゲームに潜む本格を探せ!』（小山正 日下三蔵 監修、扶桑社、2003年）
- 『幻影城の時代 完全版』（本田正一 編、講談社、2008年）
- 『劇場版シティーハンター 〈新宿プライベート・アイズ〉公式ノベライズ』（福井健太/加藤陽一/北条司著、徳間書店、2019年）
- 『劇場版シティーハンター 天使の涙（エンジェルダスト）公式ノベライズ』（福井健太/むとうやすゆき/北条司著、徳間書店、2023年）